# Aoplus deletus
Aoplus deletus là một loài tò vò trong họ Ichneumonidae.